# Wahre Liebe (Kurzgeschichte)
Wahre Liebe (englisch Appropriate Love) ist eine Science-Fiction-Kurzgeschichte des australischen Schriftstellers Greg Egan, zuerst veröffentlicht in Interzone 50 im August 1991. Die Kurzgeschichte erschien ebenfalls in der Sammlung Axiomatic im Jahr 1995 und The Best of Greg Egan im Jahr 2019.

## Handlung
Nach einem schrecklichen Autounfall, welcher den Körper ihres Ehemannes Chris Perrini vollkommen zerschmettert, wird seiner Ehefrau Carla Perrini eine seltsame Lösung zur Wiederherstellung seines früheren Lebens angeboten, da ihre Versicherung nur die billigste Möglichkeit abdeckt: Indem sein Gehirn von einer mit Flüssigkeit gefüllten Membran umschlossen und in ihrer Gebärmutter an ihren Blutkreislauf angebunden wird, kann es am Leben gehalten werden, während ein neuer Körper für ihn geklont wird. Der Prozess dauert insgesamt zwei Jahre. Chris wacht in seinem neuen Körper auf und drückt Carla seine Liebe aus. Während sie jedoch zusammen schlafen, bemerkt Carla, dass sie ihn nun durch die falsche Schwangerschaft und seinen jugendlichen Körper wie einen Sohn liebt.

## Auszeichnungen
Wahre Liebe erreichte den neunten Platz beim Lesepreis des Locus Award im Jahr 1992 und wurde für den japanischen Seiun-Preis im Jahr 2004 nominiert.

## Kritik
Russell Letson schreibt im Locus Magazine, dass Greg Egan nicht vor irgendeinem Abgrund zurückschreckt, weder vor der Authentizität der Subjektivität oder Wahrhaftigkeit der intimsten Beziehungen („Egan does not shrink from looking into any abyss, whether the topic is the authenticity of subjectivity or the genuineness of the most intimate relationships“). Dabei sei das Mittel des Wandels keine neurologische Black Box, sondern ironischerweise die physischen und emotionalen Adaptionen der Erzählerin. Doch trotz ihrer Bemühungen verpufft die romantische Anziehung („the agent of change is not some neurological black box but, ironically, the severe physical and emotional adaptations the narrator undergoes in order to save her husband's life. Nevertheless, despite her genuine initial devotion, romantic attachment evaporates“).
Karen Burnham schreibt in Greg Egan (Masters of Modern Science Fiction), dass die Kurzgeschichte danach fragt, wie viel Trauma unsere Liebsten durchstehen müssen, um das Leben eines Familienmitglieds zu retten („asks how much trauma we may require loved ones to go through in order to preserve the life of a family member“). Dabei werde ein eher zynisches Bild des Gesundheitswesens und von Versicherungen gezeichnet („Egan’s fiction paints a rather cynical view of the healthcare industry as a whole and the insurance industry in particular“).